# Adolf Stockleben (Politiker, 1902)
Adolf Stockleben (* 8. April 1902 in Rethmar, Landkreis Burgdorf; † 27. Oktober 1959 in Peine) war ein deutscher Politiker (SPD) und Mitglied des Niedersächsischen Landtages.

## Leben
Nach dem Besuch der Volksschule absolvierte Adolf Stockleben eine handwerkliche Ausbildung als Maurer. Er trat im Jahr 1919 in die Gewerkschaft ein und ein Jahr später in die SPD. Im Jahr 1929 wurde er in den Gemeindeausschuss gewählt. Er zog im Jahr 1932 nach Handorf im Landkreis Peine und 1952 in die Stadt Peine. Im SPD-Unterbezirk Peine-Burgdorf übernahm er den Vorsitz in den Jahren 1947 bis 1954, im Jahr 1954 übernahm er dann den Vorsitz des SPD-Ortsvereins Peine. Er wurde in der Vollversammlung der Hildesheimer Handwerkskammer im November 1948 Mitglied und Vorstandsmitglied (bis 1959), Vizepräsident der Kammer war er in den Jahren 1954 bis 1959. Im Wasserbeschaffungsverband Salzgitter-Barbecke-Peine wirkte er seit September 1952 als Vorsteher. 
In den Jahren 1946 bis 1950 wurde er Bürgermeister und Gemeindedirektor, ebenfalls seit 1946 war er Kreistagsmitglied. Vom 6. Mai 1951 bis 27. Oktober 1959 war er Mitglied des Niedersächsischen Landtages (2. bis 4. Wahlperiode).